# Нимбурк (район)
Нимбурк (чеш. Okres Nymburk) — один из 12 районов Среднечешского края Чешской Республики. Административный центр — город Нимбурк. Площадь района — 850,07 кв. км., население составляет 92 189 человек. В районе насчитывается 87 муниципалитетов, из которых 7 — города.

## География
Район расположен в восточной части края. Граничит с районами Колин, Прага-восток и Млада-Болеслав Среднечешского края; Йичин и Градец-Кралове Краловеградецкого края.

## Города и население
Данные на 2009 год:
| Город          | Население |
| -------------- | --------- |
| Нимбурк        | 14 829    |
| Подебрады      | 14 121    |
| Миловице       | 8 742     |
| Лиса-над-Лабем | 8 670     |
| Садска         | 3 164     |
| Местец-Кралове | 2 941     |
| Рождяловице    | 1 651     |

| Всего          | Женщин        | Мужчин        |
| -------------- | ------------- | ------------- |
| 92 189 (100 %) | 47 019 (51 %) | 45 170 (49 %) |

Средняя плотность — 108 чел./км²; 58,70 % населения живёт в городах.